# Chutes Lady Barron
Robert Barron
Les chutes Lady Barron sont des chutes d'eau du parc national du mont Field au centre de l'île de Tasmanie en Australie. Elles se situent à quelques kilomètres des chutes Russell et des chutes Horseshoe.

## Historique
Ces chutes sont baptisées du nom de Clara Barron, épouse du major-général, gouverneur d'Australie-Occidentale puis gouverneur de Tasmanie sir Harry Barron (1847-1921).
En 1916 le parc national du mont Field, plus vieux parc aborigène du pays, est déclaré parc national.